# Colotois nigrata
Colotois nigrata là một loài bướm đêm trong họ Geometridae.